# Ici 12/13
Ici 12/13 (anciennement le 12/13) est une session quotidienne d’information télévisée diffusée à la mi-journée sur France 3 de 12 h à 12 h 50, alliant actualité régionale, d'outre-mer, nationale et internationale grâce au support de la rédaction nationale de la chaîne, des stations régionales et des équipes d'Outre-Mer 1re.
Le journal national est diffusé du 22 janvier 1990 au 3 septembre 2023, date de son arrêt par France Télévisions. Seules les éditions régionales (et l'édition « Toutes Régions ») perdurent aujourd'hui.

## Historique
Depuis sa création en 1990, l'édition de la mi-journée de FR3 puis France 3 a porté plusieurs noms :
- Du 22 janvier 1990 au 10 décembre 1995 : 12H45[2]
- Du 11 décembre 1995 au 1er octobre 2000 : 12/13[3]
- Du 2 octobre 2000 au 26 février 2006 : 12/14[4]
- Du 27 février 2006 au 3 septembre 2023 : 12/13[5]
- Depuis le 4 septembre 2023 : ICI 12/13[6]

La formule évolue souvent au fil des années, d'abord en 1996, puis en 2000, lorsque le 12/13 devient le 12/14 et s'enrichit d'un magazine régional ainsi que du Journal de RFO (devenu Journal de l'outre-mer en septembre 2003) et du "journal des journaux", une sorte d'édition des régions ne présentant que les principaux titres des éditions régionales. Entre 2003 et 2006, le magazine régional a été supprimé et remplacé par le journal régional - 2ème partie (le journal avait alors la 1ère partie à 12h traitant de l'actualité du jour, la 2nde partie à 12h55 rappelant la principale actualité du jour avant de traiter du dossier du jour et des actualités sportives et culturelles). En février 2006, la nouvelle direction de France Télévisions met à l'antenne un nouveau 12/13, raccourci d'une heure, pour ne pas faire de l'ombre au journal de 13 heures de France 2. Le Journal de l'outre-mer est alors diffusé juste avant les titres de l'édition nationale. Le magazine régional est quant à lui purement et simplement supprimé de la grille.
En septembre 2011, le magazine régional de 13 heures est réintroduit et le Journal de l'outre-mer retrouve son horaire d'origine, à 13h35. Toutefois, le magazine régional ainsi que le Journal de l'outre-mer ne sont pas considérés comme une partie intégrante du 12/13. Le Soir 3 Politique est remplacé par le 12/13 dimanche présenté par Francis Letellier pendant 40 minutes puis par Dimanche en politique.
Pendant les vacances de Francis Letellier et chaque vacances d'été, Dimanche en politique est remplacée par le 12/13 le mag.
À partir du 2 septembre 2019, le 12/13 évoluent avec le rallongement des éditions régionales. À 11 h 35, l'édition Outre-Mer avec Kelly Pujar et Marie Radovic en alternance et en semaine. À 11 h 50, l'édition de Proximité. À 12 h, l'édition Régionale. Et enfin, à 12 h 25, l'édition Nationale.
À partir de septembre 2021, le journal est également diffusé le weekend à 11h15.
Le 6 juillet 2022, la direction de France Télévisions lance le projet Tempo qui acte la disparition du 12/13 National ainsi que du 19/20 National à la rentrée de septembre 2023. Cet suppression, s'explique par le fait que les journaux de France 2 et France 3 seraient des doublons depuis la fusion des rédactions. Deux autres tranches d'information vont cependant voir le jour nommées Ici Midi et Ici Soir, en référence à ICI la plateforme d'information commune à France 3 et France Bleu. L'objectif est de laisser la place aux 24 stations régionales qui piloteront chacune un journal allongé traitant de l'actualité locale, régionale, nationale et internationale,. Cette nouvelle formule s'inspire de la façon dont est délivrée l'information par certaines chaines ultramarines tel que Réunion La Première
Cependant, à l'annonce de ce projet, plusieurs syndicats du groupe, s'inquiètent de ce projet. La SNJ de France Télévisions dénonce une transition vers « une info low-cost ». Les syndicats s'inquiètent également d'un potentiel manque de moyens financiers et des contrats qu'il faudra modifier avec la suppression des éditions nationales. 
Début 2023, France Télévisions officialise ICI 12/13 comme nom pour la tranche d'information, ce qui crée un lien entre le nom originel du JT et celui du site d'information.
La première d′ICI 12/13 a lieu le lundi 4 septembre 2023, la tranche commence à 11h50 avec Outremer.l'info suivi du Journal des solutions. Le bulletin d'information d′ICI 12/13, d'une durée de 27 minutes, débute à 12h25 précédé de la météo régionale et des titres de l'info à 12h15, la dernière émission est diffusée le dimanche 3 septembre 2023.

### Habillage d'antenne
- Le 1er générique (1990) représente des ombres de gens plus ou moins ordinaires (nous pouvons y voir Batman) se passant un globe terrestre les uns aux autres.

- Le 2e générique (7 septembre 1992) reprend plus ou moins le concept du précédent (ombres), mais en l'adaptant à la nouvelle charte à trois bandes de la chaîne.

- Le 3e habillage (1993) est essentiellement constitué de trois parties. Un générique décrochage avec une carte de France bleu turquoise en relief, un générique « édition nationale » avec un globe divisé en deux avec l’hémisphère nord tournant dans le sens inverse de l’hémisphère sud, et 24 jingles « édition régionale » arborant une carte de la région concernée sur le même modèle que le générique décrochage. Cela dit, il y a aussi des jingles pour les « locales » et quelques autres variantes. Le 12h45 a également un générique basé sur celui de « l'édition nationale » du 19/20.
  - Ce 3e habillage évoluera en 1994 avec un remix de la musique du générique décrochage et surtout, de nouveaux jingles régionaux constitués de trois notes avec un visuel mettant mieux en valeur les régions. C'est aussi en décembre 1995 que le 12h45 disparaît au profit du 12>13 qui a un habillage spécifique. Malgré tout, il reste basé sur le même système de carte en 3D et de zoom sur des régions (mais le générique de l'édition nationale est radicalement différent).
  - Le 9 septembre 1996, l'habillage évoluera une deuxième et dernière fois en adaptant le logo "pastille" du 12>13 (qui devient pour l'occasion "12/13") pour le 19/20. Le générique décrochage subit lui aussi des petites modifications avec le rajout de la date en plus de l'heure. Le plus gros changement concerne le générique de l'édition nationale, qui change radicalement. Cette deuxième version du générique de l'édition nationale représente un globe transparent aux couleurs de l'habillage (vert).

- Le 4e habillage (6 septembre 1999) apparaît après 6 ans de présence de la carte de France en 3D. Contrairement à son prédécesseur, le 12/13 et le 19/20 ont leurs génériques uniformisés. Le générique décrochage représente un survol d'un paysage nuageux, le générique de l'édition nationale représente la Terre et le Soleil; quant au jingle de l'édition régionale, il représente un zoom sur l'Esplanade Charles de Gaulle de Nanterre. 
  - Cet habillage a légèrement évolué le 7 janvier 2002, au niveau des typographies. À la suite du changement de logo de France Télévisions, tous les textes en Franklin Gothic ont été changés en Heldustry, sauf pour la météo, qui contiendra encore de la Franklin Gothic jusqu'en 2009.

- Le 5e habillage (15 septembre 2003) marque le retour des génériques uniformisés pour les 3 rendez-vous d'information de France 3. La bande blanche, présente depuis le 7 septembre 1992, est supprimée. À la place, une bande noire avec l'horloge et le nom de l'édition présente tout le long du journal. Le générique des titres représente une vue sur Paris avec plusieurs noms de villes volant dans le ciel. Les génériques des éditions régionales reprennent le même principe, mais avec des vues sur les chefs-lieux des régions en question, et les noms des villes du monde sont remplacés par des noms de villes de la région. Le générique de l'édition nationale ressemble aux autres génériques, mais une vue de la Terre remplace la vue d'une ville. Le générique décrochage, lui, consiste tout simplement à une vue de nuages.

- Le 6e habillage (25 septembre 2006) est plus ou moins une évolution du précédent. À l'origine, il devait apparaître le 11 septembre 2006, mais fut reporté car la chaîne a modifié le sonore au dernier moment. Il devait être à base de bandonéon et de percussions, mais a été finalement fait au synthétiseur. Les plans de caméras utilisés pour les différents génériques sont les mêmes que ceux du précédent habillage, mais passés à l'envers. Le concept de noms de villes est conservé lui aussi, mais ces derniers sont plats et non plus en perspective.

- Le 7e habillage (7 avril 2008) est basé sur un système de planisphère décomposé en points. Ainsi, le générique de l'édition nationale consiste en un survol en perspective du planisphère avant de voir apparaître le logo 12|13 en 3D et semi-transparent, le tout en perspective. L'unique générique de toutes les éditions régionales reprend le même principe, mais le planisphère du monde est remplacé par une carte de France. Le générique décrochage est une version longue du générique de l'édition nationale. Des images de journalistes sont incrustées dans les planisphères/cartes. Le tout a une dominante bleue, couleur historique de France 3.

- Le 8e habillage (4 octobre 2010) est basé sur un planisphère découpés en lamelles selon les méridiens. On y voit aussi un défilement de noms de villes, internationales pour l'édition nationale, et régionales pour les différentes éditions régionales. C'est la seule personnalisation entre les régions. L'audio reste celui de l'habillage précédent.

- Le 9e habillage (5 février 2018) est basé sur six bandes où l'on peut voir plusieurs monuments internationaux. À droite et au centre de l'écran, on y un défilement de noms de villes nationales et internationales ainsi que les thèmes abordés dans les journaux. La bande-son ressemble plus ou moins au précédent[17],[18].

### Identité visuelle (logo)

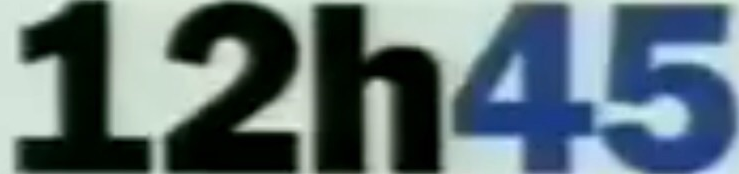
Logo du 12h45 du 7 septembre 1992 au 5 septembre 1993.[réf. souhaitée]
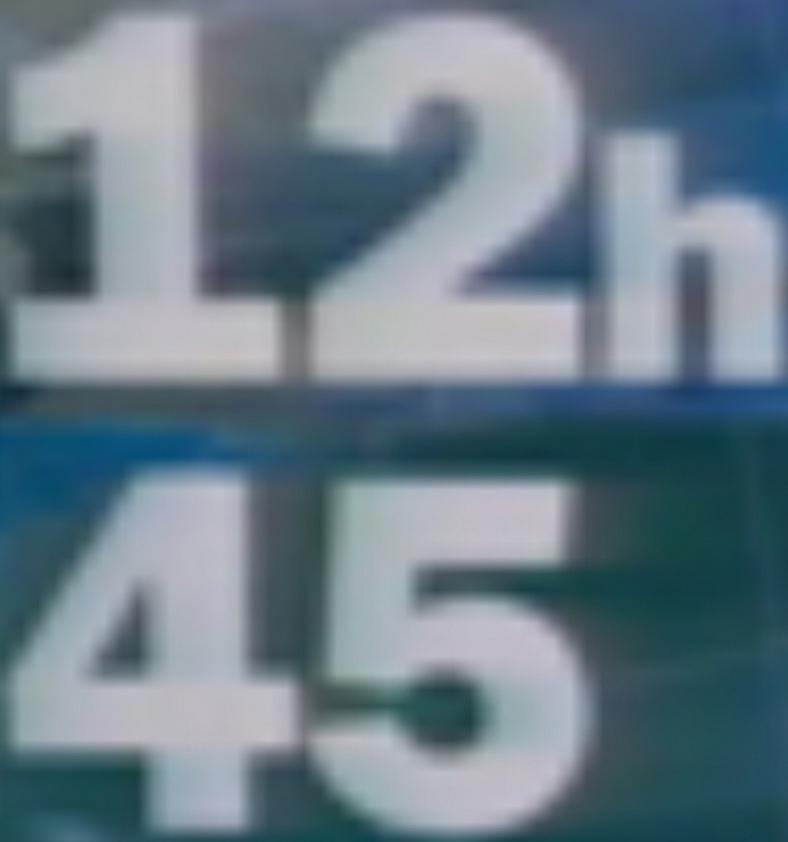
Logo du 12h45 du 6 septembre 1993 au 11 décembre 1995.[réf. souhaitée]
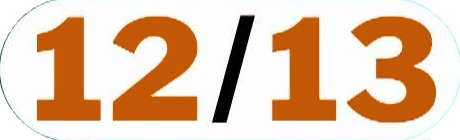
Logo du 12/13 du 9 septembre 1996 au 5 septembre 1999.[réf. souhaitée]
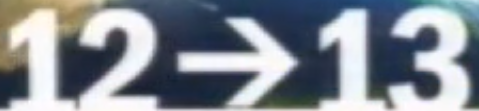
Logo du 12/13 du 6 septembre 1999 au 1er octobre 2000.[réf. souhaitée]
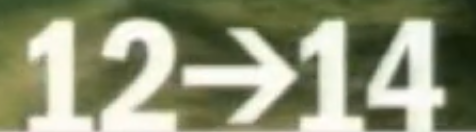
Logo du 12/14 du 2 octobre 2000 au 6 janvier 2002.[réf. souhaitée]
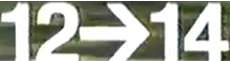
Logo du 12/14 du 7 janvier 2002 au 14 septembre 2003.[réf. souhaitée]
Logo du 12/13 du 4 octobre 2010 au 4 février 2018[19].
Logo du 12/13 du 5 février 2018 au 3 septembre 2023[17].
Logo du journal Ici 12/13 depuis le 4 septembre 2023.

## Présentateurs

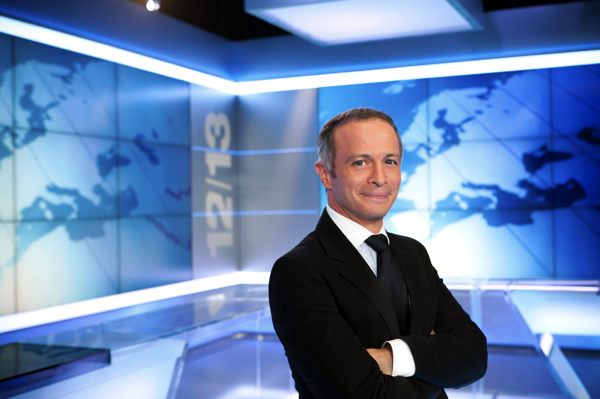
Samuel Étienne sur le plateau du 12/13

### En semaine (lundi au vendredi)
- janvier 1990 à septembre 1994 : Anne de Coudenhove
- septembre 1994 à juin 1996 (en binôme avec Georges Mattéra de novembre 1995 à juin 1996) : Laurence Bobillier
- novembre 1995 à juin 1996 : Georges Mattéra
- juin 2004 à février 2006 : Laurence Bobillier
- février 2006 à juin 2006 : Jean-Sébastien Fernandes
- 2001 à 2005 et de février 2011 au 4 août 2019 (remplaçant samedi et dimanche) puis décembre 2014 à juin 2019 (remplaçant lundi au vendredi) juin 2006 à juin 2010 (titulaire) : Stéphane Lippert[20]
- été 2009 (remplaçant) puis juin 2010 à décembre 2015 (titulaire) : Samuel Étienne[21]
- été 2013 à octobre 2014 puis été 2016 et mars 2020 (remplaçante) décembre 2015 à 21 mars 2016 (titulaire intérim) : Emmanuelle Lagarde[22]
- 21 mars 2016 au 7 juillet 2023 : Émilie Tran Nguyen[23]

### En fin de semaine (samedi et dimanche)
- janvier 1990 à juin 1994 : Éric Cachart
- septembre 1994 à juin 1999 : Laurent Bignolas
- septembre 1999 à juin 2004 : Louis Laforge
- juin 1996 à juin 2004 (lundi au vendredi) puis septembre 2004 au 2 juillet 2023 (samedi et dimanche) : Catherine Matausch[24] (dès 2018, elle assure également l'édition du 12/13 certains vendredis)

### Remplaçants

#### en semaine (lundi au vendredi)
- août à septembre 1999 : Francine Dubail[25]
- juillet 2015 à mars 2016[20] : Francis Letellier
- de 2007 à octobre 2009[22] puis été 2011 à été 2014[26] : Florian Ringuedé[27]
- octobre 2009 à août 2010 : Marlène Blin[28]
- décembre 2010 à février 2011 : Dominique Mari[29]
- été 2013 : Valérie Filain[22]
- été 2014 à août 2023 : David Boéri[30]
- octobre 2014 à juin 2023 : Virna Sacchi[31]
- février 2016 : Anne Bourse
- juillet 2022 : Sandrine Aramon
- mai 2018 à avril 2022 : Karine Baste-Régis
- juillet 2018 : Marianne Théoleyre
- décembre 2018 à décembre 2021 : Julien Benedetto
- juillet à octobre 2019 : Catherine Gonier-Cléon (remplacement d'Émilie Tran Nguyen en congé parental)
- novembre 2019 : Aude Sillans
- octobre 2020 à décembre 2021 : Géniale Attoumani
- février 2021 à mai 2023 : Lucie Chaumette
- mai 2022 à août 2023 : Sophie Gastrin[32]

#### en fin de semaine (samedi et dimanche)
- juillet 2005 au 25 mai 2014 : Francis Letellier
- juillet 2007 à septembre 2008 : Christophe Poullain[33]
- été 2009 : Yann Gonon[27]
- juillet 2010 : Marie-Sophie Lacarrau[28]
- août 2010 : Florian Ringuedé[27]
- décembre 2010 à été 2013[34] (samedi et dimanche) puis décembre 2012 (lundi au vendredi) : Christelle Méral[26]
- décembre 2011[29] : Dominique Mari[29]
- août 2014 à août 2023 : David Boéri[30]
- juin à été 2015 : Camille Boudin[20]
- octobre 2015 à février 2016 et septembre 2020 : Anne Bourse
- août 2017 à été 2020 (samedi et dimanche + vendredi lors de l'été 2020) puis été 2020 : Djamel Mazi[30]
- décembre 2020 à juin 2023 : Sophie Le Saint[35]
- juillet 2021 : Alexandra Uzan
- août 2021 : Rebecca Benbourek
- mars 2022 au 3 septembre 2023 : Christophe Gascard